# Intervenção militar dos Estados Unidos no Níger
A intervenção militar dos Estados Unidos no Níger refere-se ao envio de forças especiais e drones tanto desarmados quanto armados pelas Forças Armadas dos Estados Unidos e pela CIA em apoio ao Governo do Níger e às Forças Armadas Francesas em operações de combate ao terrorismo contra grupos militantes no Níger como parte da Operação Juniper Shield. O destacamento de forças especiais no Níger e na região da África Ocidental envolve o treinamento das forças parceiras da nação anfitriã, o aprimoramento dos esforços de assistência à segurança e a realização de missões de combate ao terrorismo e vigilância e reconhecimento com as forças parceiras da nação anfitriã. A implantação de drones pela Força Aérea e pela CIA visa apoiar as forças estadunidenses e nigerinas em operações antiterroristas, monitorar as rotas usadas por militantes no Níger em nações vizinhas e auxiliar as operações em andamento na Líbia.
O envio de tropas dos Estados Unidos ao Níger em grande parte não fora relatado até que uma emboscada fora da aldeia de Tongo Tongo por militantes do Estado Islâmico no Grande Saara deixou quatro soldados norte-americanos e quatro soldados nigerinos mortos. A emboscada criou controvérsia no público e na mídia com muitas pessoas questionando por que os Estados Unidos tinham tantas tropas na África e especificamente no Níger, que na época contabilizavam mais de 800. Em 2018, o governo Trump e o Comando dos Estados Unidos para a África estabeleceram planos para retirar cerca de 25% de todas as forças militares estadunidenses na África, com cerca de 10% se retirando da África Ocidental, para que pudessem se concentrar nas ameaças da Rússia e da China enquanto ainda permanecessem na área. 

## Antecedentes
Nas últimas décadas, a região do Sahel na África subsaariana foi fortemente afetada pela ascensão de grupos terroristas e milícias islamistas como resultado das fronteiras porosas da região, governos centrais fracos, faccionalismo étnico e, mais recentemente, um afluxo de armas após o colapso do regime Gaddafi na Líbia. Grupos como a al-Qaeda no Magrebe Islâmico, o Estado Islâmico no Grande Saara e o Movimento pela Unidade e Jihad na África Ocidental, entre outros, floresceram nos desertos extensos e não policiados da região. O Níger tem sido um foco particularmente violento de extremismo islâmico e ataques antigovernamentais. Sequestros de ocidentais no país datam de 2009 e a execução de um refém francês, Michel Germaneau, em 2010 levou a uma declaração de guerra francesa à AQMI e a um maior envolvimento das forças militares francesas no Níger.
Os Estados Unidos forneceram assistência de segurança ao Níger após os ataques de 11 de setembro como parte da Iniciativa Pan Sahel, que incluiu a alocação de equipamentos para as forças de segurança e o treinamento periódico das forças nigerianas pelas tropas estadunidenses.
Em janeiro de 2013, os Estados Unidos e o Níger assinaram um Acordo de Estatuto de Forças para permitir que tropas e aeronaves estadunidenses pudessem operar no Níger sem capacidade de combate, a fim de apoiar os esforços de contraterrorismo da França. O presidente do Níger, Mahamadou Issoufou, saudou a implantação citando várias ameaças explorando a incapacidade do governo local de estender seu controle às áreas rurais. De acordo com autoridades dos Estados Unidos e do Níger, a implantação de drones Predator desarmados deveria fornecer recursos de vigilância sobre o Mali e o Níger. No mês seguinte, o governo do presidente Barack Obama enviou uma força de cerca de 100 soldados para o Níger, a fim de facilitar a operação de drones em Niamey e fazer parceria com a inteligência francesa.

## Ataques
Entre 2015 e 2017, o pessoal estadunidense esteve envolvido em pelo menos dez combates enquanto operava com o parceiro nigerino. Nesses tiroteios anteriores, excluindo a emboscada de outubro de 2017, nenhum norte-americano ou nigerino foi morto ou ferido. Em alguns dos ataques, combatentes inimigos foram mortos com pelo menos 32 mortos nos incidentes de outubro e dezembro de 2017.

### Ataque em dezembro de 2017
Em 6 de dezembro de 2017, dois meses após a emboscada de outubro, uma força conjunta de Boinas Verdes estadunidenses e soldados nigerinos foi atacada por militantes do Estado Islâmico na África Ocidental na região da bacia do Lago Chade. Durante o tiroteio, onze militantes morreram, incluindo dois vestindo coletes suicidas, um esconderijo de armas também foi destruído durante a operação. Nenhum soldado norte-americano ou nigerino foi morto ou ferido.

### Outros incidentes
Em 2 de fevereiro de 2017, o Boina Verde dos EUA Shawn Thomas foi morto e outro ferido em um acidente de veículo não hostil no Níger.
Em 9 de dezembro de 2018, um soldado francês foi morto e um militar norte-americano ficou ferido em um acidente de carro no norte do Níger. Tanto as forças armadas francesas quanto as estadunidenses investigam o incidente como relacionado ao consumo de álcool ao dirigir.

## Base para drones
Os Estados Unidos construíram a Niger Air Base 201 na cidade de Agadez depois que o governo nigeriano concedeu a aprovação em 2014. Após vários anos de construção, as operações na base começaram em 2019 e desde então se tornaram a plataforma central das operações estadunidenses no Níger, afastando-se de Niamey. A base aérea tem uma pista de 6.800 pés e custou aproximadamente US$ 110 milhões para ser concluída. A base permite que os drones estadunidenses realizem missões aéreas sobre a região e mantém a capacidade de acomodar grandes aeronaves de transporte, como o C-17 Globemaster.